# 硝酸铅
硝酸铅，IUPAC中文名称为硝酸铅(II)，是铅的硝酸盐，通常呈无色晶体或白色的粉末。与其它二价铅盐不同，硝酸铅溶于水。通常将金属铅或氧化铅与硝酸反应制得硝酸铅，再进一步合成其它铅化合物。 
在历史上，硝酸铅是从中世纪以Plumb dulcis的名字为人们所认识的，那时从金属铅或氧化铅通过硝酸制备硝酸铅的生产都是小规模的。到19世纪时硝酸铅在欧洲和美国就被商业化生产，当时主要是用做制造颜料的主要原料，但是因为有毒，所以逐渐被毒性较低的二氧化钛取代。其它工业用途是作为热稳定剂在尼龙、聚酯和热成像纸涂料中使用。大约自2000年左右，硝酸铅已开始被用于氰化物炼金法。
硝酸铅具有毒性，是一种氧化剂，被国际癌症研究机构列为2A类致癌物。因此，它必须以适当的安全措施处理和保存，以防止吸入、误食和皮肤接触。因为它的危险性，硝酸铅的应用限制还在持续审议中。

## 历史
从中世纪起，硝酸铅就作为原料用于含铅颜料像是铬黄（铬酸铅）、铬橙（铬酸铅跟氧化铅混合物）以及相关铅化合物的生产。这些颜料被用于印花布等纺织品的染色。
1597年，德国炼金术士安德烈亚斯·利巴菲乌斯首次对硝酸铅做了描述，以plumb dulcis和calx plumb dulcis的名字来命名它，字面意思是"甜蜜的铅"，取自硝酸铅尝起来的味道。虽然最初对此物质的其它性质还不太了解，但在接下来的几个世纪中，人们根据硝酸铅燃烧时会发出烧爆声（decrepitation）的性质，把他运用在火柴和特殊炸药的合成上，例如用硝酸铅和叠氮化钠合成叠氮化铅。
历史上，生产硝酸铅的过程是简单的化学反应。一般是将铅放入浓硝酸中溶解，随后的沉淀物便是硝酸铅。不过，即使生产方法简单，小规模生产仍然持续了许多世纪，而硝酸铅(II)作为制造其它铅化合物原料的商业化生产，到1835年后才有文献记载。在1974年，美国的铅化合物，不含色素和汽油添加物，消费量为642吨。

## 晶体结构

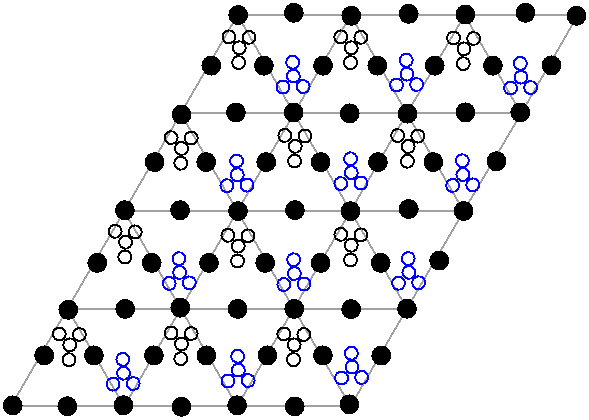
硝酸铅晶体结构的面

硝酸铅的晶体结构已经由中子衍射测定出来。其中的铅原子以立方晶系中面心立方的方式堆积。它的空间群是Pa3Z=4（布拉菲晶格表示法），每个晶胞的边长784pm。
在此图中的黑点代表铅原子，白点代表比铅原子平面高27pm的硝酸根离子，而蓝色点则代表比铅原子平面低27pm的硝酸根离子。在这个状态下每个铅原子皆与12个氧原子产生键结，且晶体中全部N–O键的键长皆一样，均为127pm。
之前会对硝酸铅的晶体结构有兴趣而去研究它，有一部分的原因是基于晶格内部的硝酸根离子在高温时有可能可以自由的旋转，但此预测最后并没有被证实。

## 制备
硝酸铅不存在于自然界中，它可用硝酸溶液溶解金属铅的方法制备：
3 Pb (s) + 8 H+ (aq) + 2 NO-
3 (aq) → 3 Pb2+ (aq) + 2 NO↑ (g) + 4 H2O (l)
另一种更常见的方法是把氧化铅溶解在硝酸溶液当中，这是一种快速处理方铅矿矿石的方法：
PbO (s) + 2 H+ (aq) → Pb2+ (aq) + H2O (l)
相反，铅在浓硝酸中反应，会形成难溶于浓硝酸的无水硝酸铅，难溶的原因是发生了同离子效应。
Pb2+ (aq) + 2 NO-
3 (aq) → Pb(NO3)2 (s)
大部分市售的硝酸铅和实验室规模的材料，都是根据相应的方法生产的。以25kg一袋至1000kg一袋的形式包装在用于盛放中间体的柔性散装容器（Flexible intermediate bulk container）或实验室容器中的。还没有更大重量规格的产品报道。
用硝酸处理含铅废弃物，比如炼铅厂处理铅-铋废弃物时，副产物是不纯的硝酸铅溶液。这些溶液据报道可用于氰化物炼金法（gold cyanidation process）。

## 化学性质
除了醋酸铅外，硝酸铅是唯一一种可溶于水的铅化合物，硝酸铅可迅速溶于水形成透明的无色溶液
，所以常以硝酸铅通过水溶液复分解反应合成其它铅化合物，比如它的水溶液与碘化钾产生化学作用，生成橙黄色的沉淀物碘化铅。
Pb(NO3)2(aq)  +  2KI(aq) → PbI2(s)↓ +  2 KNO3(aq)。
作为离子化合物，溶解后的硝酸铅解离成相应的离子：
Pb(NO3)2 (s) → Pb2+ (aq) + 2 NO-
3 (aq)
20%的硝酸铅水溶液为pH值在3.0至4.0之间的微酸性溶液。
当硝酸铅水溶液中加入浓的氢氧化钠，即使是加入的氢氧化钠量超过等当量点（equivalence point），都会形成硝酸铅的碱式盐。在氢氧化钠的量未超过等当量点的一半时，形成的主要是Pb(NO3)2·Pb(OH)2；超过等当量点的一半之后形成的是Pb(NO3)2·5Pb(OH)2。即使溶液的pH值高达到12也不会形成单纯的 Pb(OH)2。

### 由硝酸铅形成的络合物
由于铅离子可以与含有配位性氮和氧原子的化合物配位，使得硝酸铅在超分子化学方面有使人感兴趣的性质。虽然这种兴趣大部分都是学术上的，但它也有几种潜在的应用可能。比如将硝酸铅和二甘醇（EO5）在乙腈和甲醇的混合物溶液中混合配位后，缓慢蒸发溶剂可产生一种新的晶体材料Pb(NO3)2(EO5)]。在这种化合物的晶体结构中，二甘醇分子链会在水平面方向上像冠醚一样围绕在铅离子的周围，两个单齿的硝酸根配体呈反式构型，铅离子的总配位数为10，以铅离子为中心的配合物分子结构为四方反棱柱。
由硝酸铅、高氯酸铅和含氮双齿配体2,2'-联噻唑合成出的双核配合物[Pb2(C6H4N2S2)4(NO3)(H2O)](ClO4)3，其配合物分子结构中硝酸根作为桥联配体的形式连接起两个配位数分别是5和6的铅离子。这类配合物一个有趣的性质在于两个中心原子周围的配位层（coordination sphere）在物理性质上有差异，比如配体没有对称地放置在金属离子周围。这可能是铅离子所带有的一对孤对电子造成的。在纳米尺寸的三足配体2,4,6-三[4-（咪唑-1-基甲基）苯基]-1,3,5-三嗪（timpt）与铅离子形成的配合物[Pb(timpt)(NO3)2]·(Et2O)0.417·(H2O)0.167中也发现了这种现象。
这种化学性质不是硝酸铅独有的，其它的二价铅化合物比如PbBr2也能形成类似的配合物，但是因为硝酸根的溶解性和它所具有的双齿配位的性质，使硝酸铅被常用于合成这类双核配合物。

### 氧化和烧爆作用
硝酸铅是一种氧化剂。根据反应的不同，起到氧化作用的既可以是二价铅离子也可以是硝酸根离子。水溶液中铅离子的标准还原电势（E0）为-0.125V，可在中性的水溶液中起到氧化作用；硝酸根离子在酸性水溶液中的标准还原电势为+0.956V，能在酸性溶液或高温条件下起到氧化作用。
当硝酸铅加热时，会分解成氧化铅、氧气和二氧化氮，同时发出爆烈的声响，这个效果被称为烧爆作用。化学式如下：
2 Pb(NO3)2(s)  →  2 PbO(s)  +  4 NO2(g)  +  O2(g)
根据硝酸铅的这个特性，它可以用于制造烟火。

## 应用
鉴于硝酸铅的危险性，在工业生产的应用上都倾向于使用硝酸铅的替代品。含铅涂料是过去硝酸铅的主要用途，先已被二氧化钛所代替。
历史上其它一些硝酸铅的用途比如火柴和烟火，都已经削减或停止使用硝酸铅。
2 Pb(NO3)2(s) → 2 PbO(s) + 4 NO2(g) +  O2(g)
硝酸铅目前的用途包括灭鼠剂、尼龙和聚酯材料及光敏热成像纸涂料的热稳定剂。
在实验室中，硝酸铅是两种方便可靠的二氧化氮的来源之一。先将硝酸铅小心干燥后在钢制容器中加热，二氧化氮就随着氧气一起生成。另一种实验室制备二氧化氮的方法是将浓硝酸与铜屑反应制备，但在反应过程中随着硝酸浓度的降低生成的二氧化氮中会混有一氧化氮。这两种实验室合成二氧化氮的方法制出的二氧化氮中均混有二氧化氮的二聚体四氧化二氮。
2 NO2 ⇌ N2O4
通过压缩和分馏能除去杂质得到NO2和N2O4的混合物。由于二氧化氮的二聚是放热反应，所以低温下二氧化氮主要以二聚体的形式存在。
为了改善氰化物炼金法，需要在槽罐浸出（Tank leaching）的过程中加入硝酸铅。尽管这是一个看似庞大的过程，但是只用到少量的硝酸铅（每千克黄金仅需10到100毫克的硝酸铅）。由于氰化法所用的硝酸铅和氰化物本身具有毒性，该方法被认为是有争议的，会带来环境上的污染。
在有机化学上，硝酸铅可用作氧化剂，比如作为Sommelet反应的氧化剂，将苄基卤代烃氧化成苯甲醛。硝酸铅也可用于将二硫代氨基甲酸酯转变为异硫氰酸酯同时形成硫化铅沉淀。鉴于硝酸铅自身的毒性，大部分情况下已不再倾向于使用它，但偶尔仍会用到，比如在SN1取代反应中起到类似于硝酸银的作用，通过形成溴化铅沉淀用它来夺取溴原子。

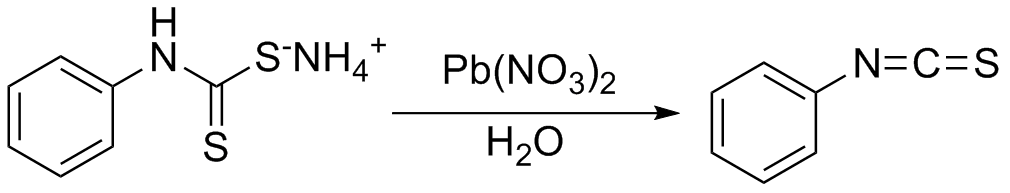
硝酸铅能将二硫代氨基甲酸盐转变为异硫氰酸酯，同时形成硫化铅沉淀

## 安全性
硝酸铅有毒，误服会导致铅中毒，症状包括肠胃不适、严重腹痛、无胃口、反胃、呕吐、抽筋，长时期摄取会损害神经系统和肾脏。铅毒会累积体内，逾90%会停留在骨组织，要经过数年才能逐步排出。
儿童的消化系统比成年人更容易吸收铅，所以危害也更大。怀孕期间摄取会增加流产、胎儿发育不健全和脑部受损的机会。不少国家已立法保障儿童和孕妇避免接触铅和其化合物。
铅的无机化合物被国际癌症研究机构（IARC）列为可能致癌（2A类致癌物）。铅被认为与动物实验中的肾癌和胶质瘤，以及人类的肾癌、脑癌和肺癌有关。然而，曝露于铅之下的工人因常同时接触砷，使真正成因的研究变得较为复杂。铅也会取代部分酶中的锌，包括涉及血红素生物合成过程的胆色素原合酶（也称δ氨基-γ-酮戊酸脱氢酶，porphobilinogen synthase）、对于DNA的正常代谢非常重要的核苷酸酶（Nucleotidase），影响它们正常的生物功能。

### 注意事项
以含铅量计，美国劳工部下属的美国职业安全卫生管理局规定的允许暴露限度为：50μg/m3，美国职业安全卫生管理局规定的干预水平：30μg/m3 ，美国政府工业卫生学家会议提出的阀极限值为：0.05g/m3 。
实验室中硝酸铅应远离还原剂放置，单独存放在阴凉干燥且通风良好的固定位置。处理硝酸铅时需要使用保护措施，包括保护眼镜、面罩、胶手套等。硝酸铅的实验应在通风柜中进行，实验产生的废弃物要特别处理。
毒理学和生态学性质以及化学品危险特性：
- 动物的毒理学性质：半数致死浓度LC50和半数致死量LD50暂无[2]
- 水生态毒性：对于食蚊鱼在48小时内的半数致死浓度LD50为240ppm，对水蚤在96小时的半数致死浓度LD50为6.7ppm。[2]。
- 危险特性：

| 总体毒性 | 可燃性 | 对皮肤和眼睛的破坏性 | 是否被皮肤吸收 | 是否为致敏物 | 自身是否反应 |
| 3        | 0      | 1                    | 否             | 否           | 否           |

- 作为无机氧化剂。遇可燃物着火时，能助长火势。与还原剂、有机物、易燃物如硫、磷或金属粉末等混合可形成爆炸性混合物[1]。受高热分解，产生有毒的氮氧化物。
- 分解产物：氮氧化物。[來源請求]

## 其他
- 含铅颜料：铅白、锑黄和铅丹

## 外部連結
- 鉛礦年報，金屬與礦產，1981第一期 （页面存档备份，存于）
- International Chemical Safety Card 1000（页面存档备份，存于）
- IARC Monograph: "Lead and Lead Compounds"PDF（0.99 MB）
- Draft IARC Monograph: "Inorganic and Organic Lead Compounds"PDF（49.6 KB）
- NIOSH Pocket Guide to Chemical Hazards （页面存档备份，存于）
- National Pollutant Inventory - Lead and Lead Compounds Fact Sheet
- Lead Poisoning Prevention Information （页面存档备份，存于）

物質安全資料表（MSDS）
- MSDS for lead nitrate, Mallinckrodt/J.T.Baker （页面存档备份，存于）
- MSDS for lead nitrate, PTCL, Oxford University （页面存档备份，存于）
- MSDS for lead nitrate, ProSciTechPDF（126 KB）
- MSDS for lead nitrate, Science Stuff Inc
- MSDS for lead nitrate, Iowa State University
- MSDS for lead nitrate, NIST[]